# Ярослав Поллак
Ярослав Поллак (словац. Jaroslav Pollák, 11 липня 1947, Медзев — 26 червня 2020, Кошиці) — чехословацький футболіст, півзахисник. Чемпіон Європи 1976 року.

## Клубна кар'єра
Ярослав Поллак народився у містечку Медзев, і розпочав виступи на футбольних полях у кошицькій ВСС у 1965 році. Він швидко став одним із основних гравців команди, протягом 12 років зіграв за кошицьку команду 322 матчі. У команді виконував роль диспетчера, переважно віддаючи точні паси партнерам, які знаходились у вигідніших позиціях, тому за цей час він відзначився лише 19 забитими м'ячами. У 1977—1979 роках виступав за армійську команду «Дукла» (Банська Бистриця). У 1979—1980 роках грав за празьку «Спарту», у складі якої став володарем Кубка Чехословаччини 1980 року. На початку 1981 року, після європейського успіху 1976 року та закінчення виступів у збірній, Ярославу Поллаку дозволили продовжити виступи в закордонному клубі. У 1981—1983 роках він грав за австрійський клуб «Аустрія» із Зальцбурга, за який провів 65 матчів. Завершував виступи на футбольних полях Ярослав Поллак у своєму рідному клубі, який на той час змінив назву на ЗТС. На футбольних полях Поллак виступав до 1988 року. У чехословацькій лізі Ярослав Поллак зіграв усього 418 матчів — третій результат, після Пршемисла Бічовського і Ладислава Куни.

## Виступи за збірну
У 1965 році Ярослав Поллак грав у складі юнацької збірної Чехословаччини на чемпіонаті Європи, на якому разом із командою здобув третє місце. Ще в 1968 році Ярослав Поллак розпочав виступи в складі збірної Чехословаччини, був у її складі на чемпіонаті світу 1970 року, проте на чемпіонаті зіграв лише 1 матч. У 1976 році його включили до складу збірної на чемпіонат Європи 1976 року. На турнірі Поллак отримав червону картку у півфінальному матчі зі збірною Нідерландів, тому не брав участі у фінальному матчі зі збірною ФРН, у якому чехословацька збірна виграла в серії пенальті, та здобула чемпіонський титул. Це не завадило Поллаку увійти до символічної збірної чемпіонату. Він також знаходився у складі команди, яка здобула бронзові медалі на чемпіонаті Європи 1980 року, проте на поле вже не виходив. Останній матч у складі збірної Ярослав Поллак провів у березні 1980 року.

## Після завершення футбольної кар'єри
Після завершення виступів на футбольних полях Ярослав Поллак працював президентом ФК «Кошиці». також кілька років він працював віце-президентом іншого свого колишнього клубу «Спарта» (Прага). Помер Ярослав Поллак 26 червня 2020 року в Кошицях.

## Досягнення
- Чемпіон Європи (1):
  -  Володар (1): 1976
- 3 місце на чемпіонаті Європи (1):

1980
- Володар Кубка Чехословаччини: 1980